# Lincoln Financial Field
O Lincoln Financial Field (ou, popularmente, The Linc) é um estádio de futebol americano do Philadelphia Eagles (NFL). Localizado em Filadélfia, Pensilvânia, tem capacidade para 68.532 pessoas sentadas.
O estádio substituiu o velho Veterans Stadium, demolido em 2003, após dois anos de construção. O custo da construção foi de US$ 512 milhões de dólares, das quais o Lincoln Financial Group pagou US$ 139,6 milhões, em troca do direito ao nome do estádio. Muito mais moderno e com mais serviços, mas com uma coisa curiosa em comum: Uma cadeia. The Linc conta com quatro celas, para o caso de alguma confusão entre torcedores.
O Lincoln Financial Field foi aberto em 8 de Agosto de 2003 com um amistoso entre os times de futebol europeu Manchester United e FC Barcelona. Em 22 de Agosto ocorreu a primeira partida de futebol americano, com o New England Patriots vencendo o Philadelphia Eagles.
Recebeu 4 jogos da Copa do Mundo de Futebol Feminino de 2003.
Recebeu a WrestleMania XL nos dias 6 e 7 de abril de 2024 e está sendo uma das sedes do Mundial de Clubes FIFA de 2025. Receberá também a Copa do Mundo FIFA de 2026.

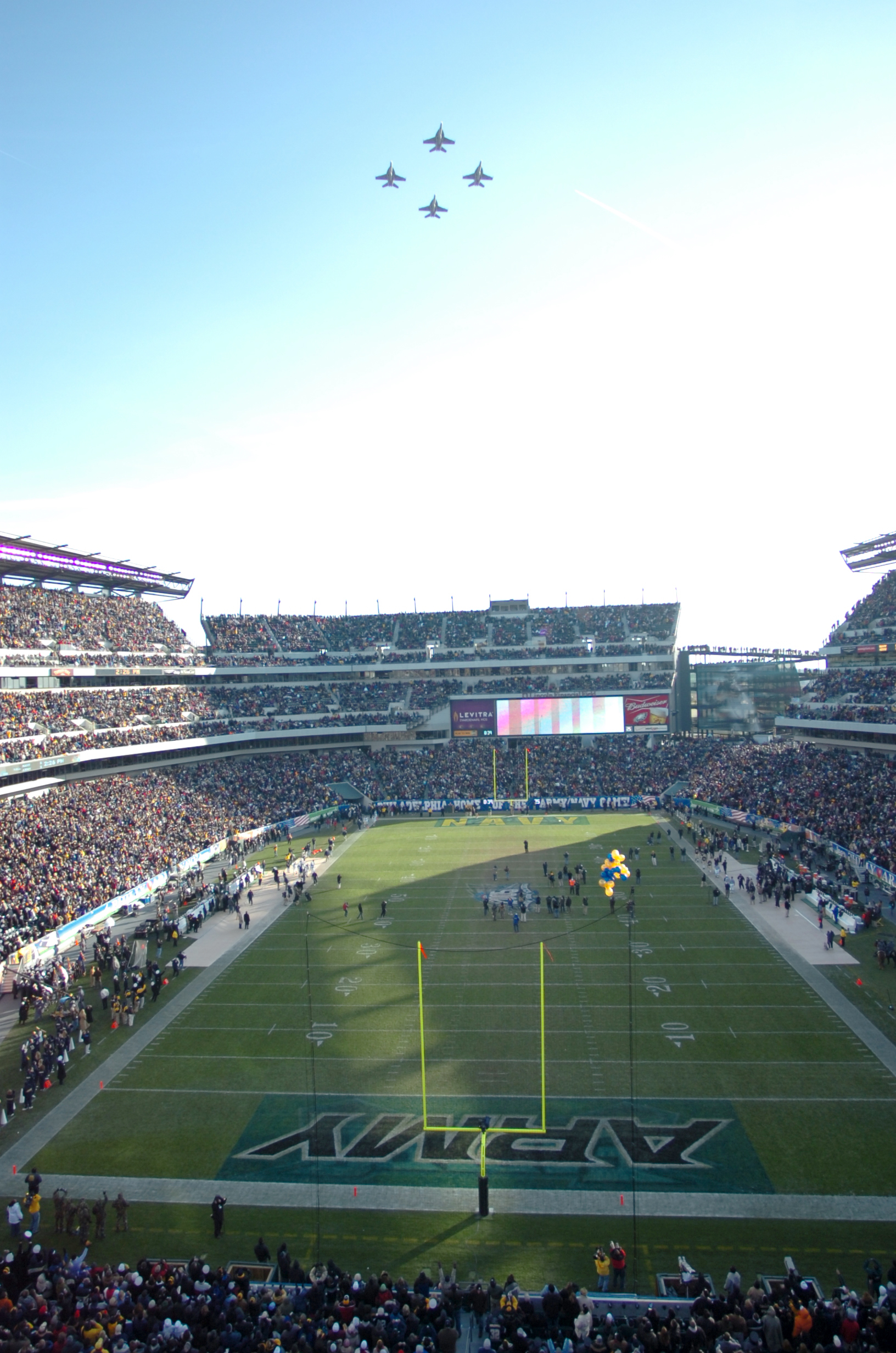
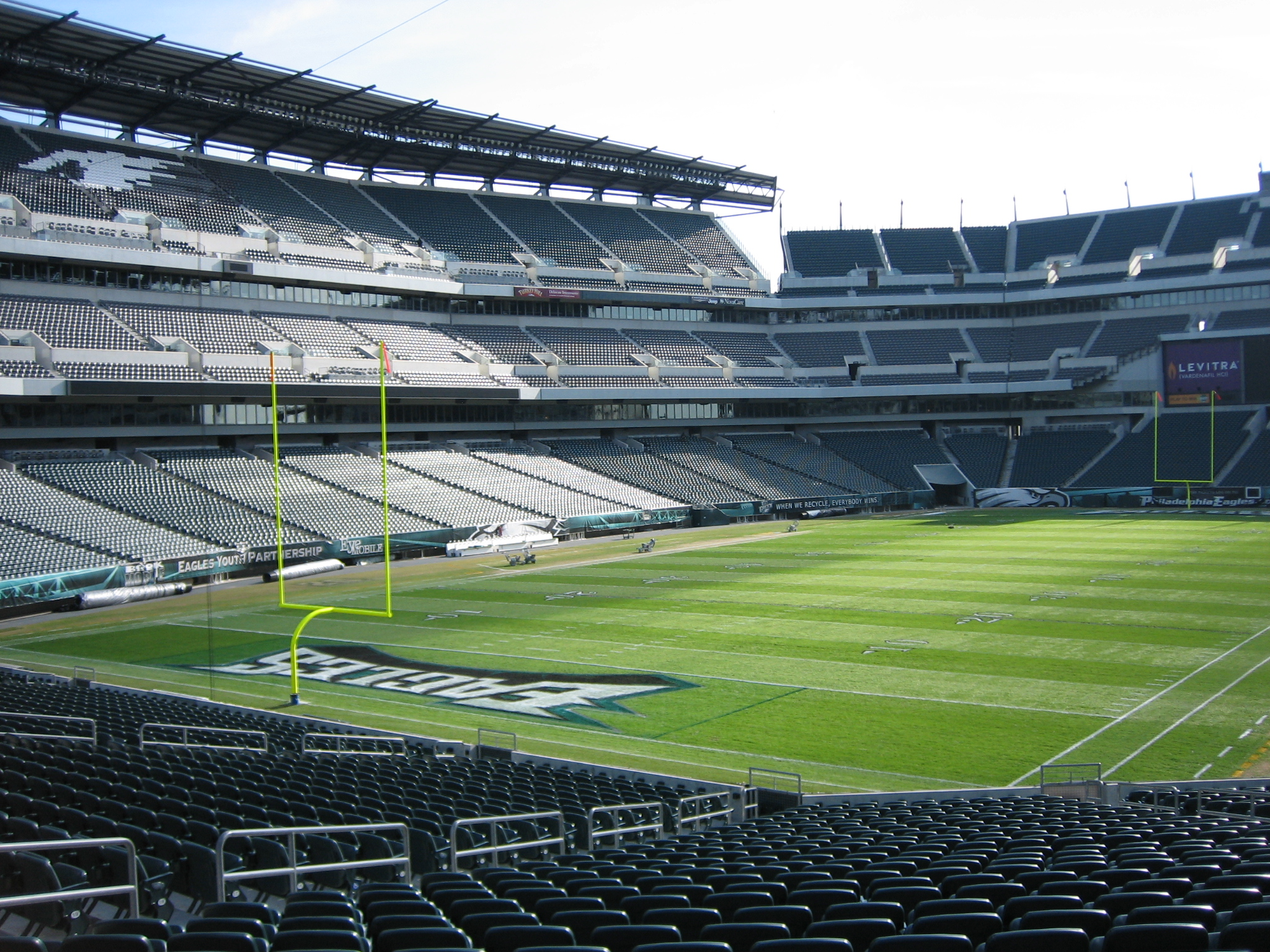